# Il matrimonio di Maria Braun
Il matrimonio di Maria Braun (in tedesco Die Ehe der Maria Braun) è un film del 1979 di Rainer Werner Fassbinder.
Considerato uno dei migliori lavori del cineasta, è una sinossi del miracolo tedesco e, più in generale, della storia della Germania postbellica.

## Trama
1943, all'indomani di un frettoloso matrimonio, Maria Braun viene forzatamente lasciata dal marito Hermann, che deve partire per la guerra. Un amico di famiglia, che rientra dal fronte orientale, comunica a Maria che probabilmente suo marito è morto. La donna si vede costretta, per mantenere se stessa e i familiari, a fare come tutte le donne tedesche nelle medesime condizioni: si dedica al mercato nero e nello stesso tempo lavora come entraineuse in un locale frequentato dai soldati americani. Fatta amicizia con il soldato nero Bill, la presunta vedova resta incinta di quest'ultimo.
Hermann,  però, non è morto, ma solamente disperso in Unione Sovietica, e ricompare giusto in tempo per cogliere la moglie tra le braccia dell'amante statunitense. Una rissa scoppia tra i due uomini, e Maria difende il marito uccidendo con una bottiglia il soldato Bill. 
Hermann, deciso a coprire le responsabilità della moglie, si assume la colpa del delitto e finisce in carcere per un lungo periodo di detenzione. Maria, che intanto ha anche perso il bambino, si lega in affari e in amore con Oswald, un ricco industriale che fa fortuna grazie all'intraprendenza della donna, che però decide di non ingannare né il marito né l'amante, mettendoli al corrente della situazione. Dopo la scarcerazione, Hermann decide di emigrare in Canada sino a che Oswald non muore a causa di un male incurabile, lasciando tutte le sue ricchezze ad ambedue. C'era infatti un patto tra i due uomini, un patto che però era stato tenuto nascosto alla donna, che, alla fine, muore.

## Riconoscimenti
- 1979 - Festival internazionale del cinema di Berlino
  - Premio della giuria a Rainer Werner Fassbinder
  - Miglior attrice a Hanna Schygulla
  - Miglior recitazione individuale all'intero cast
- 1979 - Figueira da Foz International Film Festival
  - Premio a Rainer Werner Fassbinder
- 1979 - Deutscher Filmpreis
  - Miglior film a Rainer Werner Fassbinder
  - Miglior regia a Rainer Werner Fassbinder
  - Migliore attrice a Hanna Schygulla
  - Migliore scenografia a Gisela Uhlen, Norbert Scherer, Helga Ballhaus
- 1980 - David di Donatello
  - Per l'interpretazione, a Hanna Schygulla
- 1981 - London Critics Circle Film Awards
  - Miglior film straniero (a pari merito con Angi Vera)
- 1989 - Deutscher Filmpreis
  - Premio speciale per il 40º anniversario della Repubblica Federale a Rainer Werner Fassbinder